# 井上正鉄
井上 正鉄（井上 正鐵、いのうえ まさかね、寛政2年8月4日（1790年9月12日） - 嘉永2年2月18日（1849年3月12日））は幕末の国学者、神道家。

## 経歴
- 1790年 - 上野国館林藩士安藤眞鐡（あんどうまかね）の子として江戸・日本橋浜町に出生。母方の縁者の養子に入り井上姓となる。
- 1834年 - 京都に上り白川伯王家に入門。伯家神道を修める。
- 1836年 - 白川伯王家から神拝式許状を得る。
- 1838年 - 白川伯王家の神職許状と天津祝詞太祝詞三種祓等の奥旨皆伝を受けた。
- 1840年 - 江戸に戻り、足立郡の梅田神明宮の神職となる。独自の神道を唱え、妻の安西男也、門弟三浦隼人・智善夫妻とともに布教を始める。
- 1841年 - 寺社奉行より邪教（新義異流）の嫌疑がかけられ、妻の男也、門弟三浦夫妻とともに入牢。
- 1843年 - 三宅島に流される。
- 1849年 - 三宅島で没す。
- 1868年 - 白川伯王家より「禊祓霊社」の神号が贈られ、梅田神明宮内に「井上神社」を創建。神として祀られる。

## 没後
- 明治維新後、門人の坂田鉄安らによってその思想が纏められ、正鉄を教祖とする教派神道「禊教」が立教された。
- 天保の大飢饉の折、「我、一飯（いっぱん）を捧げて人々の飢えを救わん」と説き、救済活動を行った。現在新宗教を中心に行われている「一食（いちじき）を捧げる運動[1]」（立正佼成会）や「副食を献じる運動[2]」（解脱会）の起源という。

## 備考
- 独自の呼吸法で大音声を発することができたといわれる。
- 三宅島では釣りを楽しんだといわれ、釣りにまつわる歌を幾つか残している。
  - 轟ろ打つ波もこさじな大海の沖の小島に釣りをたれつつ
  - 荒磯の沖の小島に釣りたれて神代のままの秋の夕暮れ
- 教団関係者は、「井上正鐵」の表記を用いている（例えば、）。

## 関連事項
- 水野南北
- 伯家神道
- 身曾岐神社
- 松平宗秀